# Niederönz
Niederönz är en ort och kommun i distriktet Oberaargau i kantonen Bern, Schweiz. Kommunen har 1 782 invånare (2023).